# Ludwig Dessoir
Ludwig Dessoir (eigentlich Leopold Dessauer, * 27. Dezember 1810 in Posen; † 30. Dezember 1874 in Berlin) war ein deutscher Schauspieler.

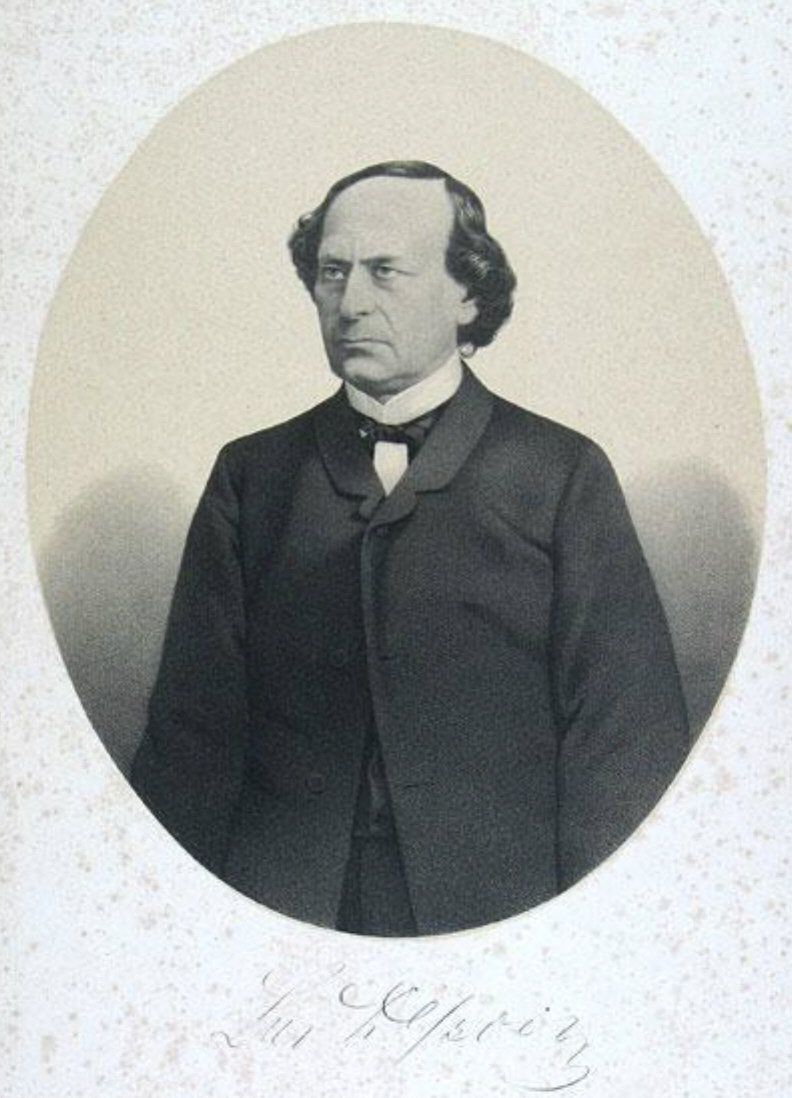
Ludwig Dessoir (nach 1850)

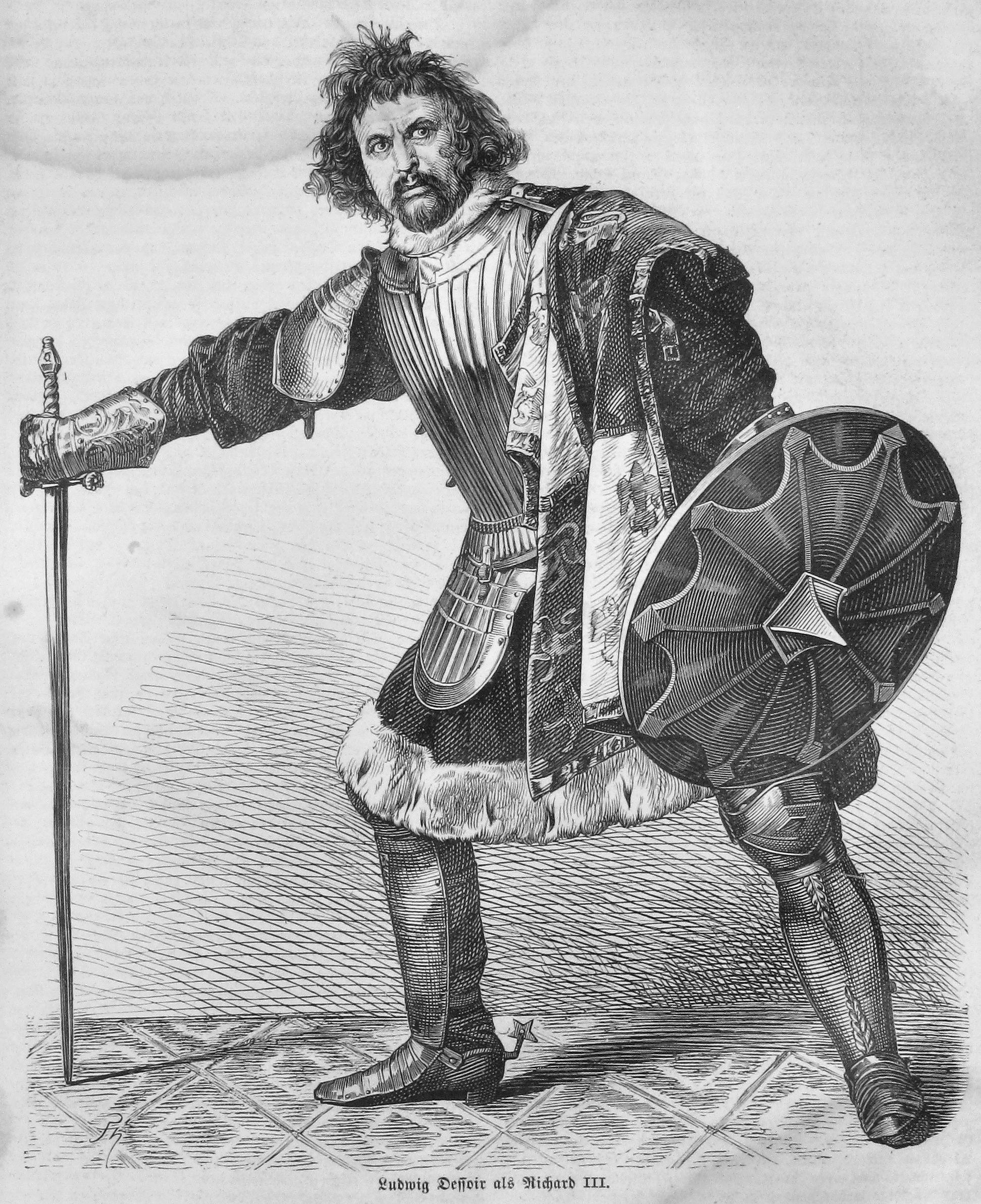
Ludwig Dessoir als Richard III.

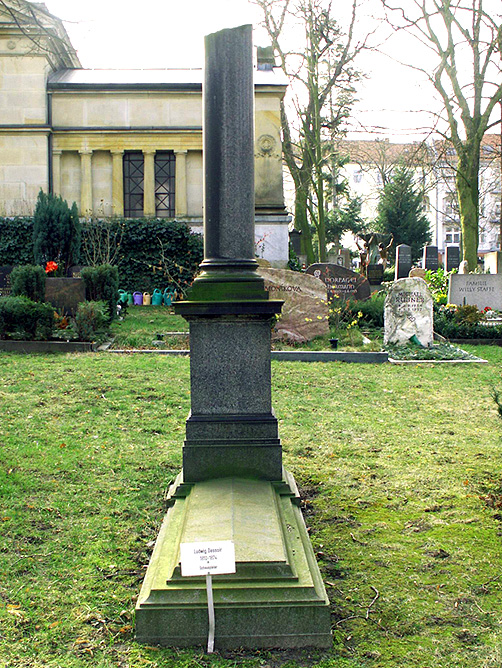
Alter St.-Matthäus-Kirchhof, Grab Ludwig Dessoir

## Leben
Dessoir stammte aus einer jüdischen Kaufmannsfamilie; der Schauspieler Rudolf Dessoir war sein älterer Bruder, die ältere Schwester Jeanette Dessoir, ebenfalls Schauspielerin, die Mutter des Schauspielers, Regisseurs und Theaterdirektors Theodor Lobe. Bereits mit 14 Jahren konnte er in der Rolle „Nanky“ erfolgreich debütieren. An diesen Erfolg schloss sich eine Wanderschaft zu den verschiedensten Bühnen Deutschlands an. Parallel dazu war Dessoir auch immer wieder als Sekretär und Rollenabschreiber tätig.
1831 wurde Dessoir in Lübeck von Theaterdirektor August Haake nach Mainz engagiert. Von dort aus wechselte er 1834 an das sächsische Hoftheater nach Leipzig. Während dieses Engagements machte Dessoir die Bekanntschaft mit Heinrich Laube. Dort lernte er auch die Schauspielerin Therese Reimann kennen und heiratete sie dort im darauffolgenden Jahr. Mit ihr hatte er einen Sohn, Ferdinand. Die Ehe gestaltete sich unglücklich, und 1836 ließ er sich wieder scheiden.
Die nächsten beruflichen Stationen Dessoirs waren das Stadttheater Breslau (1836–1837), das Theater Pest (1837–1839) und das Großherzogliche Hoftheater in Karlsruhe (1839–1849). Unterbrochen wurden diese nur durch Gastauftritte am Deutschen Theater in Prag und am Burgtheater in Wien.
1844 heiratete Dessoir in zweiter Ehe Helene Pfeffer. Auch diese Ehe gestaltete sich unglücklich, da seine Ehefrau nach dem frühen Tod ihres gemeinsamen Kindes in „unheilbare Depressionen“ verfiel.
1849 holte man Dessoir nach Berlin und er war dort erstmals am 1. Oktober als Nachfolger Franz Hoppés auf der Bühne zu sehen. In Berlin blieb Dessoir bis zu seiner Abschiedsvorstellung im Oktober 1872 engagiert. Dazwischen gab er aber immer Gastspiele an verschiedenen Bühnen, wie z. B. am königlichen Hoftheater in München und am Stadttheater in Hamburg. 1853 gab er zusammen mit Emil Devrient und Lina Fuhr ein aufsehenerregendes Gastspiel in London am Her Majesty’s Theatre.
Seit längerem kränklich, konnte Dessoir 1867 seine großen Rollen nicht mehr bewältigen. Seine offizielle Abschiedsvorstellung gab er am 31. Oktober 1867 als „Richard III.“ Bis er sich 1872 gänzlich von der Bühne zurückzog, glänzte er aber noch immer, auch wenn die Rollen immer kleiner ausfielen. Ende 1872 zog er sich endgültig ins Privatleben zurück und starb drei Tage nach seinem 64. Geburtstag am 30. Dezember 1874 in Berlin. Dort fand er auch seine letzte Ruhestätte.
Sein Grab befindet sich auf dem Alten St.-Matthäus-Kirchhof, an der Großgörschenstraße, in Berlin-Schöneberg.
Dessoirs Sohn war der Philosoph, Mediziner, Psychologe und Kunsthistoriker Max Dessoir.

## Zitate
George Henry Lewes meinte über Ludwig Dessoir in seinem Werk Über Schauspieler und Schauspielkunst:

„Herr Dessoir, einer der ersten tragischen Schauspieler, bewies bei seiner Darstellung als ‚Othello‘, was ich nach seiner Darstellung als ‚Faust‘ erwartet hatte, daß derselbein seine Erkenntnis der Auffassung und eine Meisterschaft darstellender Gewalt besitzt.

Niemals hörte ich früher die Anrede an den Senat mit einer so poetischen Würdigung und mit einer so künstlerischen Ausführung vorgetragen; niemals sah ich irgend einen Schauspieler, selbst Kean nicht so wahr und tragisch in der Darstellung der inneren Aufregung während der großen Verführungsszene (mit Jago).

Das zurückgehaltene Gefühl, ringend mit der Sprache, durchschauerte und die fast gelähmte Seele, bald versuchend, nicht zu glauben, bald sich zur Ruhe zwingend; das konvulsivische Schaudern, welches nicht allein das innere Leiden verrät, sondern den späteren Krampfanfall vorbereitret, die heisere Stimme und die erzwungene Ruhe, überlieferten uns eine viel wahrere und tragischere Darstellung als irgend ein Othello jemals meinem Geiste überliefert hat.“

Ähnlich enthusiastisch äußerten sich auch Franz von Dingelstedt, Karl Frenzel, Gustav Freytag, Rudolf Gottschall, Karl Gutzkow, Friedrich Hebbel, Karl Theodor von Küster und Dorothea Tieck.

## Rezeption
Bis zu seinem Engagement in Berlin spielte Dessoir alle ersten Liebhaberrollen, von da ab lenkte er ins Charakterfach ein; zuletzt spielte er fast ausschließlich die ersten Charakterrollen in klassischen Dramen. Selten hat ein Schauspieler in gleicher Weise wie Dessoir durch die Tiefe und Folgerichtigkeit seiner Auffassung die Gebildeten befriedigt und die Menge durch das Überwältigende, durchaus Innerliche seiner Darstellung hingerissen. Am besten gelangen ihm die Charaktere, in denen eine dämonische Naturkraft mit philosophischer Reflexion sich paart.

## Rollen (Auswahl)
- Nanky – Toni (Theodor Körner)
- Othello – Othello (William Shakespeare)
- Bolingbroke – Richard II. (William Shakespeare)
- Clavigo – Clavigo (Johann Wolfgang von Goethe)
- Tempelherr – Nathan der Weise (Gotthold Ephraim Lessing)
- Perin – Donna Diana (Joseph Schreyvogel)
- Alba – Egmont (Johann Wolfgang von Goethe)
- Muley Hassan – Die Verschwörung des Fiesco zu Genua (Friedrich Schiller)
- Richard III. – Richard III. (William Shakespeare)
- Geßler – Wilhelm Tell (Friedrich Schiller)
- Talbot – Die Jungfrau von Orléans (Friedrich Schiller)